# Gaulois (langue)
Pour les articles homonymes, voir gaulois et gauloise.
 (octobre 2009).
Le gaulois (autrefois appelé gallique) est une langue celtique, du groupe celtique continental, utilisée par les Gaulois jusqu'au Ve siècle, ou au VIe siècle. En effet, contrairement au basque, autre langue parlée en Gaule et qui subsiste encore aujourd'hui, la langue gauloise a complètement disparu lors de la romanisation du territoire.
Les connaissances liées à cette langue sont lacunaires car les Celtes ont privilégié l’oralité et la mémoire pour la transmission des connaissances.
La langue gauloise est considérée comme éteinte depuis le VIe siècle, mais de nombreux mots subsistent dans certaines langues d'Europe et surtout dans la toponymie.

## Connaissances
On ne connaît que peu de choses de la langue des Gaulois, dont les attestations sont très parcellaires et généralement recueillies sur des objets votifs, à l'exception de trois pièces majeures : les plombs du Larzac et de Chamalières et le plat de Lezoux. On a aussi retrouvé un grand calendrier à Coligny, dans l'Ain, comportant de nombreux mots gaulois. Cependant la théorie ethnolinguistique (Stammbaumtheorie (de)) d'August Schleicher la reconstruit en tant que proto-langue.

### Usage de l'écriture
Les Gaulois, de tradition orale, n'utilisaient pas un alphabet propre mais ont emprunté celui des Grecs, des Étrusques ou des Latins auxquels ils ajoutaient des lettres, comme le tau gallicum, pour transcrire les sons absents de ces langues. La rareté des attestations écrites serait due à une particularité religieuse : outre le fait que la « parole écrite est morte », Jules César note dans ses Commentaires sur la Guerre des Gaules que les vers appris auprès des druides ne doivent pas être écrits.

### Variété régionale
Selon les régions, les Gaulois parlaient vraisemblablement plusieurs dialectes d'une seule langue celtique bien que l'idée du gaulois régional ne s'appuie pas sur des preuves solides à l'heure actuelle. Les régiolectes ont certainement côtoyé des populations de langues préceltiques hétérogènes, du moins dans certaines régions, notamment dans le sud, qui occupaient des zones importantes et dont il ne reste de traces que dans de rares inscriptions et dans l'onomastique (pour le « ligure », par exemple, les noms en -asc/osc : Manosque, etc.). Il paraît impossible de connaître l'influence de ces substrats sur la régionalisation et l'évolution du gaulois (à ce sujet, on pourra consulter l'article sur la toponymie française).
Alors que la langue gauloise présente une grande homogénéité dans les inscriptions de l'Angleterre jusqu'à l'Italie du Nord, quelques traits régionaux sont décelables :
- les formules de dédicace du type δεδε βρατουδεκαντεν (dede bratoudekanten) « a offert par reconnaissance, en paiement de la dîme » sont spécifiques à la Gaule narbonnaise[10].
- dans l'est de la Gaule, /-kʷ-/ semble s'être conservé entre voyelles dans certains noms au lieu de se transformer en /-p-/ : Sequana « Seine », equos (mois du calendrier de Coligny)[10]...
- en Gaule belgique, /-nm-/ n'est pas devenu /-nw-/ comme c'est le cas au centre et au Sud de la Gaule, ainsi que dans les langues brittoniques : anman-be « avec le nom » chez les Sénons à côté d'anuana « noms » dans le Larzac, enuein « noms » en vieux gallois. De plus, le nom Menapii « Ménapiens » n'y a pas connu l'assimilation des voyelles en *Manapii, courante dans le sud de la Gaule, en territoire brittonique et en Irlande[9].

### Parenté et dérivés
Le gaulois fait partie du groupe celtique continental appartenant à la famille indo-européenne et dont toutes les langues sont aujourd'hui éteintes, même si quelques mots subsistent dans certaines langues d'Europe et surtout dans la toponymie (noms de villes en -euil, -jouls, etc.). Toutefois, le gaulois semblait posséder plusieurs étymons pour désigner ou qualifier un même sujet ; quelques exemples : alauda et coredallus signifiaient « alouette », bo, bou ou oxso pouvait désigner « un bœuf » ou « une vache », volco et singi pouvait être « le faucon », baidos, eburo et turcos « le sanglier », dallo (cf. breton dall) et exsops mot à mot « sans yeux » pouvait signifier « aveugle », suadus, minio ou meno et blando représentaient le mot « doux », le mot « ami » était rendu par ama, amma, ammi ou amino et caru, caro ou caranto, pour bouche on retrouve bocca, gobbo, genu (breton : genoù, latin idem, utilisé pour désigner « genou » par la suite), et manto ou manti (signifiant aussi « mâchoire » ou « mandibule »), et ainsi de suite.
À une époque, certains ont tenté, à la suite de François Falc'hun, d'expliquer les particularités du dialecte vannetais du breton par l'influence d'un substrat gaulois. Aujourd'hui, la plupart des linguistes ont rejeté cette hypothèse et expliquent, a contrario, certaines de ces particularités dialectales par l'existence d'un substrat gallo-romain plus important dans la région de Vannes.
D'autres chercheurs contemporains, comme le professeur Hervé Le Bihan, qui dirige le département de breton et celtique à l'Université Rennes-II, ont montré qu’il y a communauté linguistique entre le gaulois et les langues brittoniques. Le gaulois n’avait pas totalement disparu en Bretagne armoricaine, surtout dans l’ouest du territoire, zone isolée, alors que l’est était en voie de romanisation. Cette communauté linguistique entre le gaulois, langue antique dont des éléments résiduels sont indéniables dans le breton, et le breton, langue brittonique venue de l’île de Bretagne, est dénommée désormais groupe gallo-brittonique. Cependant, il n’y a pas véritablement de continuum entre le breton et le gaulois, et il y a bien là un hiatus chronologique. Au moment où naît l’un, l’autre est pratiquement éteint.
L'une des langues les plus proches du gaulois était le galate, dont il ne reste que peu de traces. Une remarque de saint Jérôme vers 387 dans un commentaire sur l'Épître aux Galates de saint Paul évoque le fait que les Trévires parlaient presque la même langue que les Galates. Leur langue, morte également, est classée dans le même groupe celtique continental que le gaulois, le lépontique et le celtibère, ces derniers connus par quelques inscriptions.

### Postérité
Alors que le latin est la langue de l'élite romaine ou romanisée, et la langue littéraire, juridique et administrative de la Gaule, le gaulois, de tradition orale puisqu’il ne s’écrivait pas ou peu, continue d'avoir une fonction de langue d’échange jusqu'au IIIe siècle dans les centres urbains qui ont connu un essor rapide sous les Romains et encore postérieurement comme langue quotidienne dans les milieux ruraux, notamment ceux éloignés des grands centres de romanisation que sont les villes et la Méditerranée. Les Gaulois continuaient à adorer leurs dieux avec la bénédiction des Romains mais il ne reste presque rien de leur langue, de leur histoire et de leur théologie, sauf par les récits des Grecs ou des Latins et un peu du Voconce Trogue Pompée.

#### Lexique du français
On ignore jusqu’à quel point la langue gauloise a pu influencer le français. Son apport lexical se réduirait à une centaine de mots courants, dont une partie proviendrait d’emprunts du latin au gaulois. Il se manifeste surtout par des mots attachés au terroir (tels que char/charrue, arpent, auvent, bâche, balai, béret, borne, alouette, bruyère, bouleau, chêne, if, druide, chemin, suie, caillou, galet, marne, mégot, soc, etc.), aux produits qui intéressaient peu le commerce romain (tels que ruche, mouton, crème, raie, tanche, vandoise, tonneau, jarret, etc.) ou aux toponymes.

#### Noms de personne
- Brice
- Arthur
- Brigitte

#### Dans la culture
Le groupe de folk metal suisse Eluveitie (fondé en 2002) chante certaines de ses chansons en gaulois, inspirées des rares écrits dans cette langue.

## Phonologie
Le système phonologique du gaulois est assez bien connu dans son ensemble, à l'exception de l'accentuation.

### Voyelles
Les voyelles gauloises sont les suivantes : /a/, /e/, /i/, /o/ et /u/ ; lesquelles ont également une forme longue : /aː/, /eː/, /iː/, /oː/ et /uː/. La graphie ne distingue pas les voyelles longues des brèves, sauf pour /iː/ qui est parfois noté « ει » ou « ί » dans des inscriptions en alphabet grec, en alternance avec ι (i).
Il existe également des diphtongues : « au », « ou », « eu », dont la prononciation est interprétée comme étant : /au̯/, /ou̯/ et /eu̯/. Cette dernière, considérée comme archaïque, est devenue /ou̯/ en gaulois classique.
De même, la diphtongue /ai̯/ du gaulois archaïque est devenue /iː/ en gaulois classique. On ne la trouve que dans désinences, par exemple le datif singulier en « -αι » (-ai), devenu « -i » dans les inscriptions en alphabet latin.
Les diphtongues /ei̯/ et /oi̯/ sont apparues tardivement. Par exemple, sous l'effet de la disparition de consonnes intervocaliques (-v-, -g-), boii « les Boïens » proviendrait ainsi de *Bogii.

### Consonnes
Les consonnes gauloises sont les suivantes. Du fait des contraintes liées à l'alphabet italique, les consonnes occlusives sourdes et sonores ne sont pas distinguées dans les inscriptions gauloises l'utilisant.
|                    | bilabiales | alvéolaires | vélaires | palatales |
| ------------------ | ---------- | ----------- | -------- | --------- |
| occlusives sourdes | p          | t           | k        |           |
| occlusives sonores | b          | d           | g        |           |
| fricatives         |            | s           | x/ʃ      |           |
| affriquées         |            | t͡s          |          |           |
| spirantes          |            | l           | w        | j         |
| nasales            | m          | n           |          |           |
| roulées            |            | r           |          |           |

Il existe certaines modifications, ainsi :
- devant /g/ et /k/, /n/ se change en /ŋ/[20].
- les consonnes occlusives et nasales, ainsi que /l/ et /r/, peuvent être géminées. Ce redoublement n'est pas toujours noté, par exemple le suffixe diminutif -illos est parfois écrit -ilos[20].
- le /x/ apparait devant /s/ et /t/. C'est l'altération d'un ancien « *k », « *g » ou « *p » dans cette position. Le /ʃ/ est d'ordinaire noté « χ » en alphabet gallo-grec et « x » en alphabet gallo-latin[21]. On a ainsi par exemple : Uercingetorix (« Vercingétorix ») sur des pièces de monnaie gauloise, sextan (« sept ») issu de l'indo-européen *septṃ. Toutefois, dans les inscriptions en alphabet latin, « x » peut noter /xs/ et « xt » noter /xt/. Le son /g/ se transforme parfois en /x/ après /r/. Le « c » latin porte à confusion car il peut s'agir d'un « g » peu lisible. On trouve le nom de l'argent écrit arganto-, arcanto-, *arxant-.
- le /t͡s/ ou /s⁀t/ évolue vers /s/. En alphabet gallo-grec, on le note θ. Dans l'alphabet gallo-latin, il a été adapté sous la forme « đ » et en Gaule belgique également l'usage de « ꞩ » et « ꞩꞩ »[9],[21].
- le /w/ initial devant /l/ a pu prendre une prononciation sourde : */ɸ/, voire */f/. C'est ce que laisse supposer flatucia comme variante de ulatucia[22].

### Alphabets
L'alphabet gallo-étrusque du gaulois cisalpin manque de précision pour noter la prononciation notamment en ne distinguant pas les consonnes occlusives sourdes et sonores (/t/ de /d/ et /k/ de /g/). L'alphabet gallo-grec, dont on trouve des traces datant du IIe au Ier siècle av. J.-C. diffusé à partir de Marseille, a adapté l'alphabet grec, qui sera supplanté par une adaptation de l'alphabet latin.
| Alphabet latin | Alphabet grec   | Alphabet celto-étrusque                    | Valeur           |
| -------------- | --------------- | ------------------------------------------ | ---------------- |
| a              | α ά             | 𐌅                                          | /a/ ; /aː/       |
| b              | β               |                                            | /b/              |
| c q            | ϰ               | 𐌊                                          | /k/              |
| d              | δ               | 𐌗                                          | /d/              |
| ꟈ đ            | ϑ θ             | 𐌑 (en tant que variante des formes ᛗ et ᛞ) | /t͡s/ ou /s⁀t/    |
| e              | ε               | 𐌄                                          | /e/ ; /eː/       |
| f              | —               | —                                          | [?]              |
| g              |                 | 𐌙 𐌊                                        | /g/              |
| i í            | ι ί             | 𐌉                                          | /i/ ; /iː/ ; /j/ |
| l              | λ               | 𐌋                                          | /l/              |
| m              | μ               | 𐌌 (dont la variante 𐌑)                     | /m/              |
| n              | ν               | 𐌍                                          | /n/              |
| o              | ο               | 𐌏                                          | /o/ ; /oː/       |
| p              | π               |                                            | /p/              |
| r              | ρ               | 𐌃                                          | /r/              |
| s              | σ ς             | 𐌔                                          | /s/              |
| t              | τ               | 𐌕 𐌗                                        | /t/              |
| u              | υ ου ωυ οου ύ ῦ | 𐌖                                          | /u/ ; /uː/ ; /w/ |
| x              | χ ξ (en finale) | 𐌙                                          | /x/              |
| 1. 2. 3. 4.    |                 |                                            |                  |

## Grammaire

### Morphologie

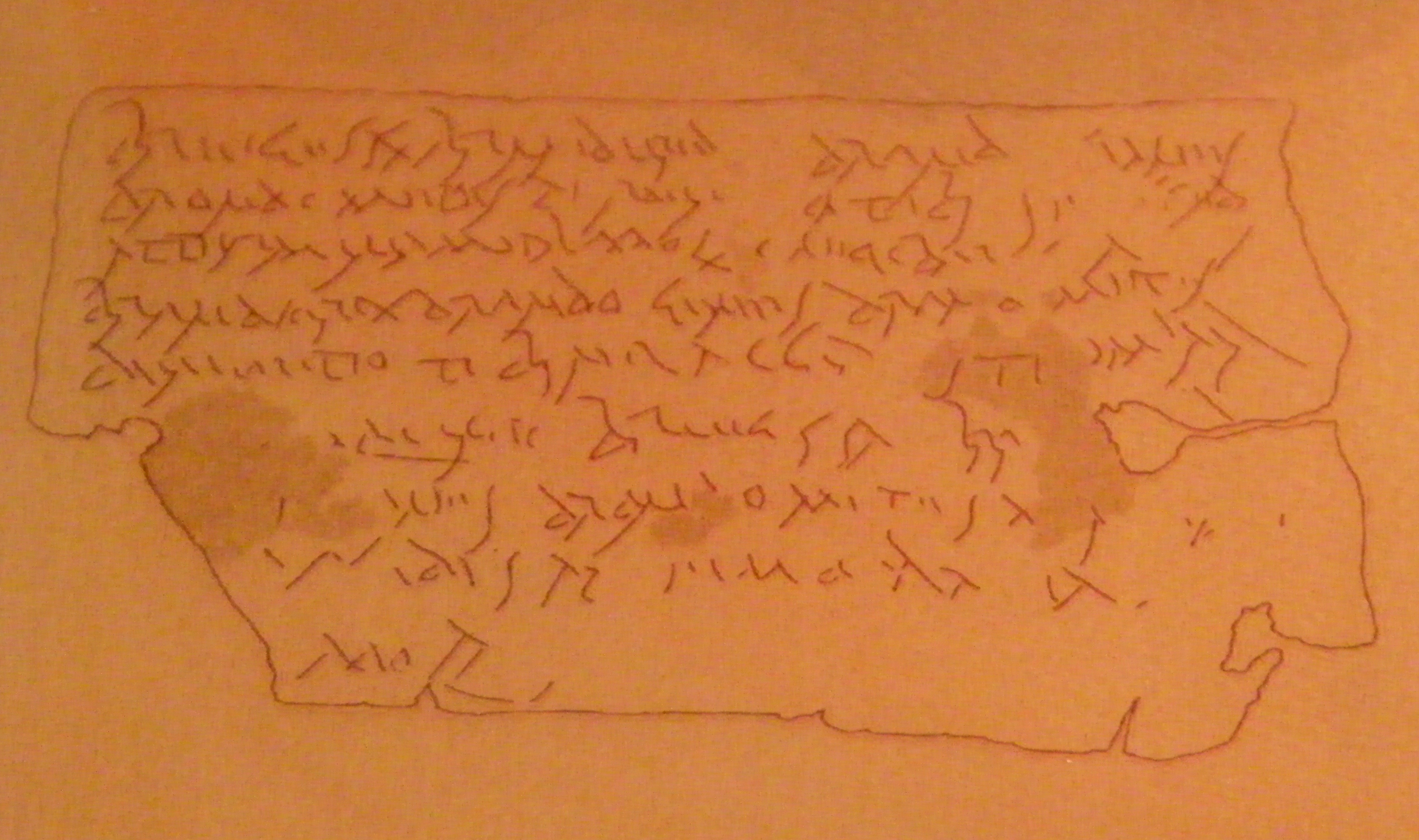
Moulage d'une plaque écrite en gaulois (Rodez, Musée Fenaille. Époque gallo-romaine. Site de Flavin, dans l'Aveyron).

La rareté des documents écrits explique qu'il soit très difficile de reconstituer la morphologie de la langue gauloise.

#### Déclinaisons
Le gaulois avait une déclinaison à six ou sept cas : nominatif, accusatif, génitif, datif, vocatif et instrumental/sociatif ; l'existence d'un locatif est supposée pour la déclinaison des thèmes en -o-.
La déclinaison, pour ce qu'on en connaît, rappelle fortement celles du grec et du latin.

##### Thème en-o/-e
Le thème en -o est le mieux attesté et correspond à la seconde déclinaison du latin et du grec. Comme les langues romanes modernes, les langues celtiques modernes n'ont plus de neutre, d'où la difficulté de définir le genre de bon nombre de termes gaulois.
Ce thème se décline ainsi (exemples : uiros « homme » (masc.) et nemeton « sanctuaire » (neutre)), :
|                         | uiros « homme » (masc.)      | uiros « homme » (masc.)                             | uiros « homme » (masc.) | uiros « homme » (masc.)            | nemeton « sanctuaire » (neutre)  | nemeton « sanctuaire » (neutre)                     | nemeton « sanctuaire » (neutre) | nemeton « sanctuaire » (neutre) |
| singulier               | attestation                  | pluriel                                             | attestation             | singulier                          | attestation                      | pluriel                                             | attestation                     |                                 |
| nominatif               | uiros                        | L-14, etc.                                          | uiroi (archaïque) uiri  | archaïque : G-123, etc. L-12, etc. | nemeton nemetom                  | L-98, L-66, etc.                                    | nemeta                          | L-50, L-51, etc.                |
| accusatif               | uiron uiro (tardif)          | L-100, etc. tardif : L-7                            | uirus                   | L-32, etc.                         | nemeton nemeto (tardif)          | L-100, etc. tardif : L-7                            | nemetus                         | L-32, etc.                      |
| génitif                 | uiri                         | L-13, etc.                                          | uiron uirom             | L-100, etc.                        | nemeti                           | E-5, L-13, etc.                                     | nemeton nemetom                 | L-100, etc.                     |
| datif                   | uirui (ancien) uiru (tardif) | ancien : G-208, G-70, etc. tardif : L-51, L-9, etc. | uirobo                  | L-15, etc.                         | nemetui (ancien) nemetu (tardif) | ancien : G-208, G-70, etc. tardif : L-51, L-9, etc. | nemetobo                        | L-15, etc.                      |
| instrumental / sociatif | uiru                         | L-51, G-154, etc.                                   | uirus                   | G-153, L-14, etc.                  | nemetu                           | L-51, G-154, etc.                                   | nemetus                         | G-153, L-14, etc.               |
| locatif                 | uire                         | L-79                                                | [?]                     | [?]                                | nemete                           | L-79                                                | [?]                             | [?]                             |
| 1.                      |                              |                                                     |                         |                                    |                                  |                                                     |                                 |                                 |

Le génitif en -i paraît être une innovation commune aux langues indo-européennes occidentales (latin, celte), mais c'est aussi le génitif le plus commun en arménien.

##### Thème en-a
Le thème en -a correspond à la première déclinaison latine et grecque. Il se double de thèmes en -i/-ia que l'on retrouve en sanskrit. En gaulois tardif, les deux thèmes tendent à fusionner. Ces thèmes se déclinent ainsi (touta « peuple »), :
| cas                     | singulier                              | attestation                               | pluriel        | attestation                        |
| ----------------------- | -------------------------------------- | ----------------------------------------- | -------------- | ---------------------------------- |
| nominatif               | touta                                  | Glose du IXe                              | toutas toutias | La Graufesenque                    |
| vocatif                 | touta                                  | L-119                                     | *toutas        | Forme reconstruite (non-attestée). |
| accusatif               | toutan (archaïque) toutin toutim touti | E-5 Bath Larzac L-93                      | toutas         | L-98                               |
| génitif                 | toutas toutias                         | E-1 (archaïque selon X. Delamarre) Larzac | toutanon       | L-98                               |
| datif                   | toutai (ancien) toute touti            | G-163 G-153                               | toutabo        | G-203                              |
| instrumental / sociatif | toutia                                 | L-100                                     | toutiabi       | L-98                               |
| 1.                      |                                        |                                           |                |                                    |

##### Thème en-u
Le thème en -u est peu attesté,.
| cas          | singulier        | attestation     | pluriel   | attestation |
| ------------ | ---------------- | --------------- | --------- | ----------- |
| nominatif    | molatus          | Lezoux          | molatoues | Lugoues     |
| vocatif      | [?]              | [?]             | [?]       | [?]         |
| accusatif    | [?]              | [?]             | [?]       | [?]         |
| génitif      | molatos molatous | La Graufesenque | [?]       | [?]         |
| datif        | molatou          | G-27, Lezoux    | [?]       | [?]         |
| instrumental | [?]              | [?]             | [?]       | [?]         |
| 1. 2.        |                  |                 |           |             |

##### Thème en-i
|                         | autagis « bordereau » (masc. et fém.) | autagis « bordereau » (masc. et fém.) | autagis « bordereau » (masc. et fém.) | autagis « bordereau » (masc. et fém.) | condate « confluent » (neutre) | condate « confluent » (neutre) | condate « confluent » (neutre) | condate « confluent » (neutre) |
| singulier               | attestation                           | pluriel                               | attestation                           | singulier                             | attestation                    | pluriel                        | attestation                    |                                |
| nominatif               | autagis                               | La Graufesenque                       | autagis autageis                      | G-275                                 | condate condati                |                                | condatia                       |                                |
| vocatif                 |                                       |                                       |                                       |                                       |                                |                                |                                |                                |
| accusatif               | autagin                               | Chamalières, L-3                      | [?]                                   | [?]                                   | condatin                       | Chamalières, L-3               | [?]                            | [?]                            |
| génitif                 | [?]                                   | [?]                                   | autagion                              | L-3                                   | [?]                            | [?]                            | condation                      | L-3                            |
| datif                   | autage                                | Chamalières, G-213                    | [?]                                   | [?]                                   | condate                        | Chamalières, G-213             | [?]                            | [?]                            |
| instrumental / sociatif | [?]                                   | [?]                                   | [?]                                   | [?]                                   | [?]                            | [?]                            | [?]                            | [?]                            |

##### Thèmes consonantiques
magus (m.) : « garçon, valet » et medu (n.) « hydromel » :
|                 | magus (m.) « garçon, valet » | magus (m.) « garçon, valet » | medu (n.) « hydromel » | medu (n.) « hydromel » |
|                 | singulier                    | pluriel                      | singulier              | pluriel                |
| nominatif       | mag-us                       | mag-oues                     | med-u                  | med-ua*                |
| accusatif       | mag-un                       | mag-us*                      | med-u                  | med-ua*                |
| génitif         | mag-os < ous                 | mag-uon                      | med-os                 | med-uon                |
| datif           | mag-ou                       | mag-uebo                     | med-ou                 | med-uebo               |
| instr./sociatif | mag-u                        | mag-uebi*                    | med-u                  | med-uebi*              |

#### Conjugaisons

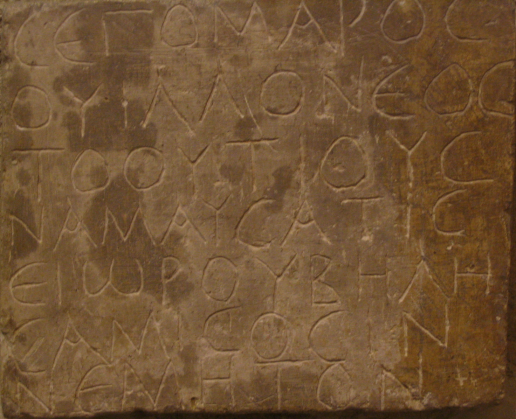
Inscription RIG G-172.
ϲεγομαροϲ ουιλλονεοϲ τοουτιουϲ ναμαυϲατιϲ ειωρου βηλη ϲαμι ϲοϲιν νεμητον
Segomaros Ouïlloneos tooutious namaüsatis eïōrou Bēlē sami sosin nemēton
Segomaros, fils de Uillo, toutious (chef de tribu) de Namausos, dédie ce sanctuaire à Belisama.

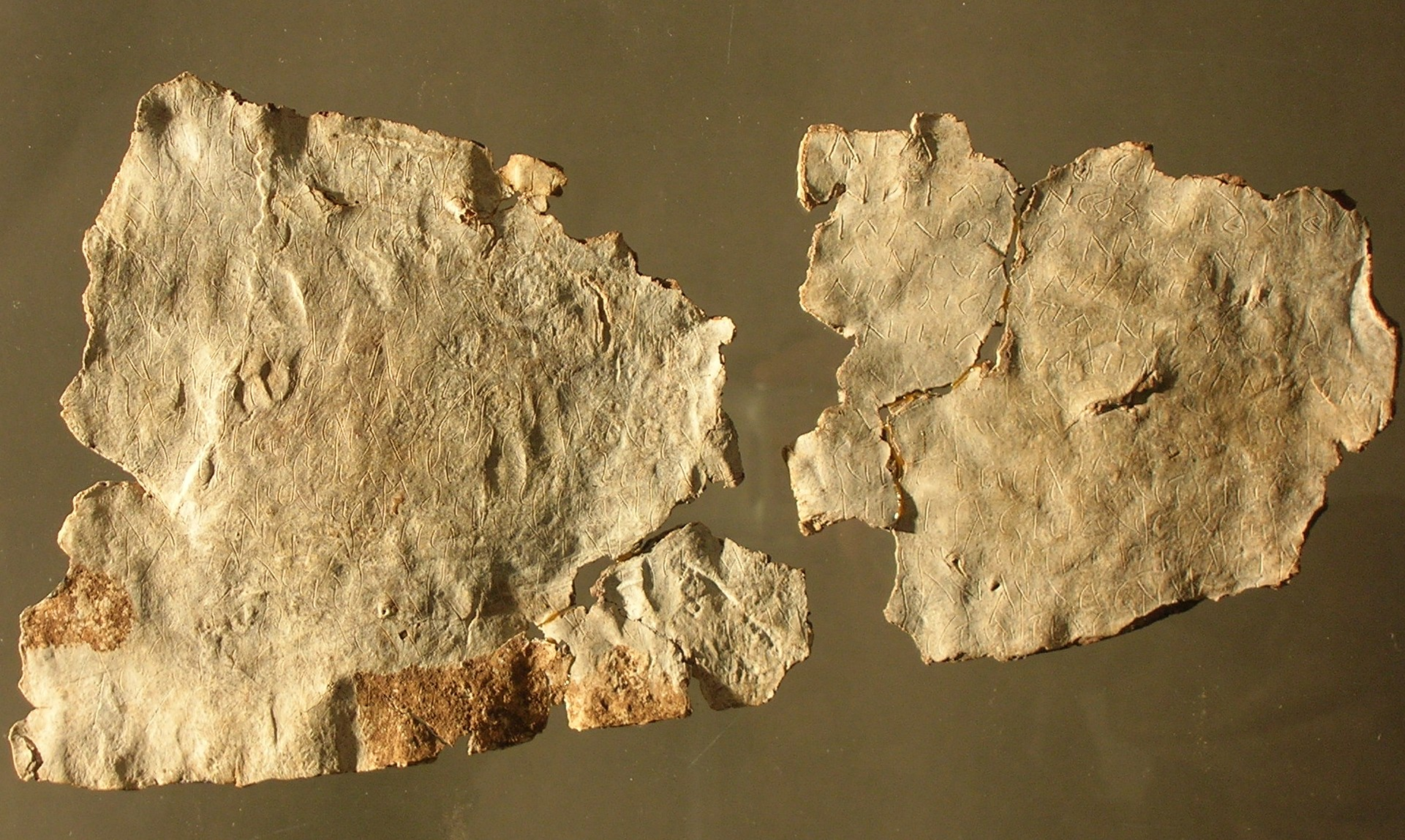
Tablette de l'Hospitalet-du-Larzac conservée au musée de Millau (Aveyron).

La conjugaison des verbes gaulois est encore mal connue. Le gaulois aurait possédé, comme le grec ancien, cinq modes (indicatif, subjonctif, optatif, impératif et infinitif, ce dernier sous la forme d'un nom verbal) et au moins trois temps (présent, futur et prétérit).

##### Indicatif

###### Présent
Le présent de l'indicatif est connu à au moins deux personnes : la première personne et la troisième personne du singulier.
Première personne du singulier
La première personne thématique du singulier se formerait en -u et elle est attestée dans plusieurs inscriptions, dont « delgu », « regu » ou « iegumi »,. Le pronom suffixé -mi est également attesté,.
La première personne du singulier des verbes athématiques se ferait en -mi, comme pour l'auxiliaire être qui est imi ou *petami.
Troisième personne du singulier
La troisième personne du singulier se formerait en -t. Elle est attestée dans le mot adgariet,.
Forme relative
La forme relative en -onti- marque la troisième personne du pluriel. Ainsi dugiiontiio signifie « qui façonnent »,.

###### Prétérit
Il existe différentes formations du prétérit :
- l'ancien parfait à redoublement, attesté dans le mot δεδε (ou dede)[31],[32].
- l'ancien parfait sans redoublement archaïque en -u ou -ou, tel que dans ειωρου[33],[34].
- l'ancien aoriste sigmatique en -as, dans prinas[35],[36] ou readdas[37],[38].
- le suffixe -i d'origine obscure, attesté notamment dans le terme logitoi, signifiant « a établi »[39],[40].

###### Futur
Le futur se formerait à partir du suffixe du futur -si- suivi de la désinence -u. Celle-ci est parfois rendue -ou, ce que J.-P. Savignac considère comme étant une forme dialectale. Le futur serait issu d'un désidératif en *-sie ou *-sio-.

##### Subjonctif: attestation au présent
La désinence de la troisième personne du singulier du subjonctif présent est en -t,.
Les formes attestées sont :
- en -etid : buetid[45],[46] et deuorbuetid[47],[48].
- en -a- pour la deuxième personne du singulier : lubiias[49],[50].
- et en -s- attesté sous la forme lustas[43],[44].

##### Optatif
Une forme d'optatif probable, déponente, avec un suffixe -si- et -or.
Ainsi, les mots uelor (ce dernier se traduit par un verbe actif, « je veux ») et dedor (ce dernier étant traduit par un passif) en serait des exemples. Il pourrait s'agit du passif ou de l’actif de verbes déponents,.

##### Impératif
À la 2e personne du singulier, plusieurs formations sont possibles :
- pas de désinence dans des thèmes verbaux terminés par -i, par exemple lubi[49],[50].
- un composé du verbe « être » en -biíe, comme dans ueííobiíe[51],[52].
- -etise ou -etis, attestée dans ibetis[53],[54].

##### Infinitif
L'infinitif fait défaut en celtique. Voici ce qu'on trouve à sa place, en celtique moderne :
- le breton, le cornique, le gallois et le mannois ont vu apparaître une forme dite nom verbal, comme le vieil irlandais ;
- l'irlandais l'a perdue[N 1].

Il serait possible que le gaulois ait eu une forme infinitive en -an, similaire au germanique. Toutefois, l'infinitif germanique provient du suffixe indo-européen de noms d'action *-ono- alors que les infinitifs du breton moderne en -añ (-a /-an) dérivent du suffixe vieux breton -am, parallèlement au gallois -af et au cornique -a. Le celtibère possédait un infinitif en -unei.
Un nom verbal a été trouvé sur les inscriptions de Châteaubleau : ueionna, ueiommi.

### Syntaxe
La syntaxe du gaulois est encore quasiment inconnue. On a reconnu quelques conjonctions de coordinations, peut-être quelques pronoms relatifs, anaphoriques et démonstratifs.

#### Ordre des mots
L'ordre des mots dans la phrase paraît être de préférence sujet-verbe-compléments,. L'ordre verbe-sujet se rencontre moins souvent : c'est le cas de phrases avec le verbe ieuru (« a offert »), dans lesquelles les mots au datif et à l'accusatif se placent librement avant ou après.
Lorsque le verbe est omis, le nom d'un dieu au datif se situe à la deuxième place entre le sujet et le complément d'objet, alors que sa place est libre dans le cas d'une phrase où le verbe est exprimé. Quand le sujet est un pronom, il est enclictique, c'est-à-dire suffixé au verbe.[réf. nécessaire]

#### Proposition subordonnée
Les propositions subordonnées suivent la proposition principale et auraient une particule non-déclinée -io. Elle est attachée au premier verbe de la proposition subordonnée.
| gobedbi                                          | dugiionti-io    | ucuetin    | in alisiia |
| NP.Dat/Inst.Pl.                                  | V.3rd.Pl.- Pcl. | NP.Acc.Sg. | PP         |
| avec les forgerons qui honorent Ucuetis en Alise |                 |            |            |
La particule -io est aussi utilisée dans les propositions relatives pour construire l'équivalent d'une phrase en « que ».
| scrisu-mi-io               | uelor     |
| V.1st.Sg.-Pro.1st Sg.-Pcl. | V.1st Sg. |
| Je souhaite que je crache  |           |

#### Enclise
Les pronoms et les particules de phrases peuvent être suffixés ou infixés.
Le pronom objet peut être infixé dans le mot :
| 𐌗𐌏-         | 𐌑𐌏             | -𐌊𐌏      | -𐌗𐌄        |
| to          | śo             | ko       | te         |
| Conn.-      | Pro.3rd Sg.Acc | - PerfVZ | - V.3rd Sg |
| il le donna |                |          |            |
Les pronoms peuvent aussi être clitique : mi, tu, id.
| dessu-         | mi                    | -is             |
| V.1st.Sg.      | Emph.-Pcl.1st Sg.Nom. | Pro.3rd Pl.Acc. |
| Je les prépare |                       |                 |
| buet-                   | id                        |
| V.3rd Sg.Pres.Subjunc.- | Emph.Pcl.3rd Sg.Nom.Neut. |
| cela devrait être       |                           |
Le redoublement des clitiques existe également quand un antécédent faisant référence à un objet inanimé est néanmoins grammaticalement animé.

## Lexique

### Lecture et traduction
Des objets familiers ont servi à écrire des messages brefs, parfois clairement traduisibles.
Ainsi, l'inscription de Banassac s'écrit ainsi :

« neddamon delgu linda »

— Inscription trouvée à Banassac gravée sur une coupe

« Des suivants je contiens la boisson. »

L'inscription peut se lire ainsi :
- neddamon, reconstruit neððamon Il s'agit du superlatif au génitif pluriel de neddamos, signifiant « le prochain, le suivant » (avec suffixe -amo-). Il est à comparer au vieil irlandais nessam, au gallois nesaf, au breton nesañ, à partir d'un comparatif, voir le breton nes « proche ».
- delgu : 1re personne du singulier d'un verbe reconstruit *delg-, issu de l'indo-européen *delgʰ-, et signifiant « tenir, contenir ». Il est à rapprocher du gallois dal « saisir, s'emparer » et du breton dalc'h « tenir ».
- linda : neutre à l'accusatif pluriel. Il est identique au vieil irlandais lind « boisson ; étang », au gallois llynn « boisson ; lac », au breton lenn.

Ainsi, l'inscription du fuseau de Sens s'écrit ainsi :

« geneta imi daga uimpi »

— Trouvé sur un peson de fuseau près de Sens

« Je suis une jeune fille bonne et belle »

Elle peut se décomposer ainsi :
- geneta signifiant « jeune fille (ou fille) ». Il est comparable au gallois geneth « jeune fille », du vieil irlandais geined, geinit « créature ».
- imi signifiant « je suis », aussi écrit en alphabet gallo-grec « ιμμι » (immi), de l'indo-européen *h₁es-mi.
- daga signifiant « bon ». Il a pour correspondants le vieil irlandais deg-, dag- « bon / bonne » et le breton et gallois da « bon / bonne ».
- uimpi signifiant « jolie femme ». Il est à rapprocher du gallois gwymp « joli(e) ».

### Nombres
Les nombres cardinaux de 1 à 10 et les ordinaux correspondants sont les suivants :
|                                                                       | Nombre cardinal | Traduction en français du cardinal | Ordinal correspondant | Traduction en français de l'ordinal |
| --------------------------------------------------------------------- | --------------- | ---------------------------------- | --------------------- | ----------------------------------- |
| 1                                                                     | *oinos          | un                                 | *cintuxos, *cintuxmos | premier                             |
| 2                                                                     | *duo            | deux                               | allos                 | deuxième                            |
| 3                                                                     | treis           | trois                              | *tritos               | troisième                           |
| 4                                                                     | *petuares       | quatre                             | petuarios             | quatrième                           |
| 5                                                                     | pempe, pimpe    | cinq                               | *pempetos, pinpetos   | cinquième                           |
| 6                                                                     | *suexs          | six                                | *suexos, *suexsos     | sixième                             |
| 7                                                                     | sextan          | sept                               | sextametos            | septième                            |
| 8                                                                     | oxtu            | huit                               | oxtumetos             | huitième                            |
| 9                                                                     | *nauan          | neuf                               | nametos               | neuvième                            |
| 10                                                                    | decan           | dix                                | decametos             | dixième                             |
| Note : Les termes précédés d'une astérisque sont des reconstructions. |                 |                                    |                       |                                     |

## Inscriptions
Plusieurs inscriptions ont été retrouvées qui attestent l'existence de l'écriture chez les Gaulois. Elles sont en majorité rédigées à l'aide de l'alphabet grec ou, après la conquête, de l'alphabet latin, et se retrouvent notamment en céramologie, numismatique, sur des objets de la vie quotidienne. Les spécialistes les rassemblent depuis 1985 dans un recueil des inscriptions gauloises.

### Inscriptions gallo-étrusques ou gauloises de Cisalpine (VIe–IIesiècleav. J.-C.)
- Le lépontique fut utilisé en Gaule cisalpine, aujourd'hui au nord de l'Italie, pour les inscriptions gauloises sur la perle de Münsingen-Rain, le vase de Ptuj, la stèle de San-Bernardino-de-Brion.
- La variété de l'alphabet nord-étrusque utilisée par les Lépontes a donné naissance à l'alphabet gallo-étrusque que l'on retrouve dans la Plaine du Pô pour noter le gaulois cisalpin, notamment sur la pierre de Todi et la borne de Vercelli[10].

### Inscriptions gallo-grecques (IIIesiècleav. J.-C.–Iersiècleapr. J.-C.)
- Les nombreuses inscriptions gallo-grecques, c'est-à-dire en langue gauloise écrites à partir de l'alphabet grec, sont principalement des dédicaces, des inscriptions funéraires (cippes, stèles...) ou des graffites[62] : inscription de Lapipe-Sené à Alise-Sainte-Reine, Inscription rupestre de l'oppidum du Castellan, cippe de Notre-Dame du Groseau (Malaucène), pierre de Montmirat, etc.

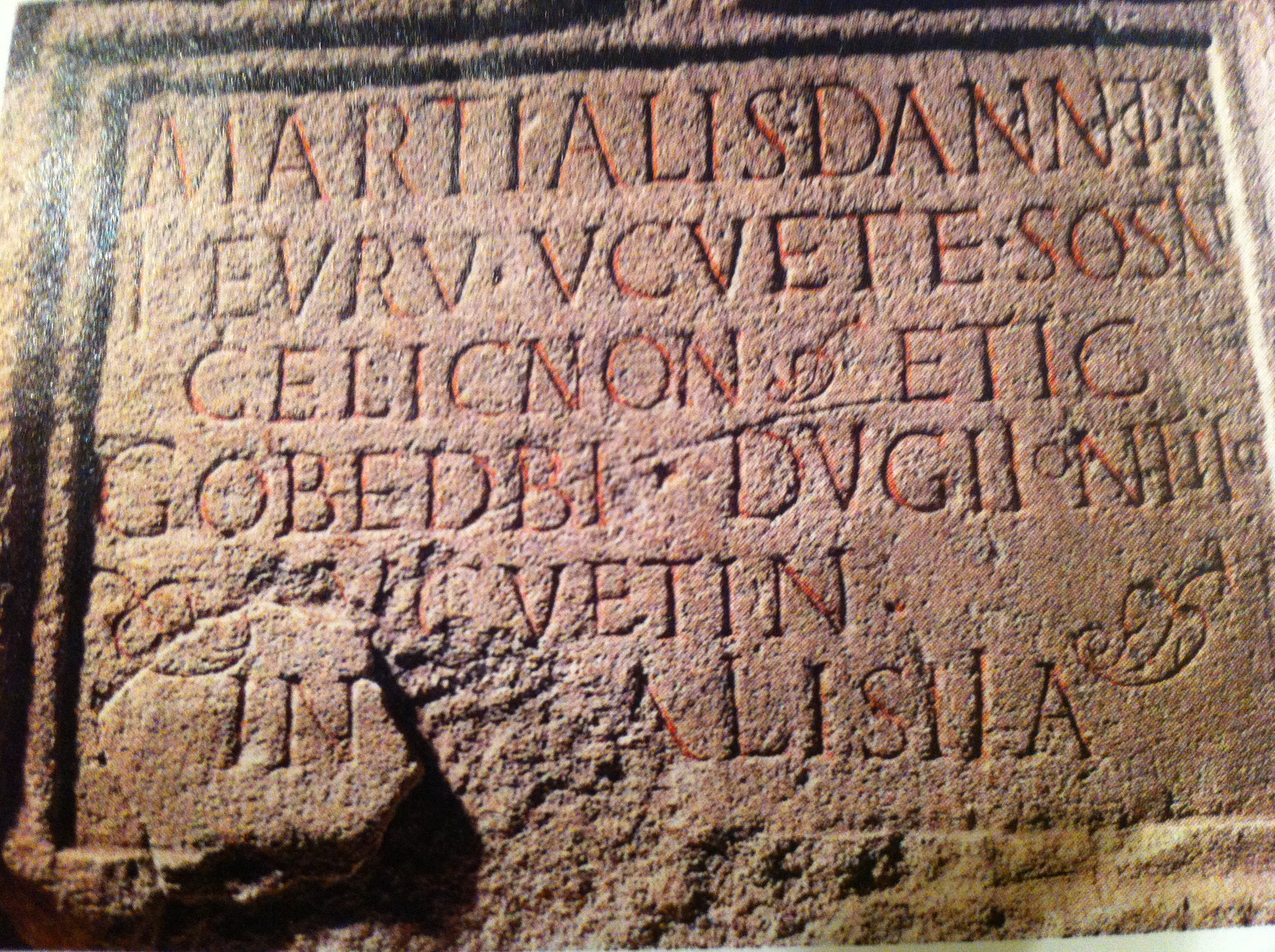
Pierre dite de Martialis.

### Inscriptions gallo-latines (Iersiècleav. J.-C.–IVesiècleapr. J.-C.)
- La pierre dite « de Martialis », découverte en 1839 à Alise-Sainte-Reine, dans un sanctuaire dévoué au dieu gaulois Ucuetis est écrite en caractères latins et en langue gauloise.
- Le calendrier de Coligny (IIe siècle), calendrier gaulois découvert à Coligny en 1897.

D'autres épigraphes ont été trouvés, tels les plombs de Chamalières et du Larzac, le plat de Lezoux, la tablette à defixio de Chartres, les tuiles de Châteaubleau, découvertes en 1997 et gravées en cursive latine ou le graffite sur un vase trouvé à Argentomagus.